# Masamitsu Takizawa
Masamitsu Takizawa (jap. 滝澤正光 Takizawa Masamitsu; ur. 21 marca 1960 w Yachiyo) – japoński kolarz torowy, brązowy medalista mistrzostw świata.

## Kariera
Największy sukces w karierze Masamitsu Takizawa osiągnął w 1985 roku, kiedy zdobył srebrny medal w keirinie na mistrzostwach świata w Bassano. W wyścigu tym wyprzedzili go jedynie Szwajcar Urs Freuler i Włoch Ottavio Dazzan, a trzecie miejsce Japończyk zajął ex aequo z Dietere Giebkenem z RFN. Był to jedyny medal wywalczony przez Takizawę na międzynarodowej imprezie tej rangi. Japończyk nigdy nie brał udziału w igrzyskach olimpijskich.